# Sporohalobacter
Genre
Sporohalobacter est un genre de bactéries anaérobies appartenant à la famille des Haloanaerobiaceae. Ces organismes forment des spores et se développent dans des environnements hypersalins .

## Liste d'espèces
Selon NCBI (5 janv. 2011) :
- Sporohalobacter lortetii